# Luigi et Maria Beltrame Quattrocchi
 (novembre 2022).
Si vous disposez d'ouvrages ou d'articles de référence ou si vous connaissez des sites web de qualité traitant du thème abordé ici, merci de compléter l'article en donnant les références utiles à sa vérifiabilité et en les liant à la section « Notes et références ».
Pour les articles homonymes, voir Beltrame et Quattrocchi.
Luigi Beltrame Quattrocchi (12 janvier 1880 - 9 novembre 1951) et Maria Corsini (24 juin 1884 - 25 août 1965) sont des laïcs mariés qui ont été le premier couple à être béatifié ensemble en 2001. Ils ont eu une « vie ordinaire vécue de façon extraordinaire », dira d'eux le pape Jean-Paul II lors de leur béatification.

## Luigi Beltrame Quattrocchi
Né le 12 janvier 1880 à Catane en Sicile, Luigi est le fils de Carlo Beltrame et de Francesca Vita. Il portera aussi le nom de Quattrocchi à la suite de la demande d'un beau-frère de Carlo qui, n'ayant pas d'enfant, tenait à ce que son neveu porte le sien. La famille s'installa à Rome en 1892, et Luigi s'inscrivit à la faculté de jurisprudence, la Sapienza où, en 1902 il soutint une thèse sur le thème l'erreur de fait dans le droit pénal. 
Il réussit ensuite un concours national lui ouvrant le chemin de la profession d'avocat et épouse Maria Corsini le 25 novembre.
Outre son travail et sa vie de famille, Luigi s'implique dans un apostolat actif et prend part à la vie associative catholique. En 1916, il travaille avec l'association scoute naissante l'ASCI, devenant en 1917 président du secteur Roma V et en 1918 membre du Commissariato Centrale. En 1919, il fonde le groupe scout Reparto Scout Roma XX, qu'il dirige jusqu'en 1923. En 1921, il devient Conseiller général de l'ASCI jusqu'en 1927. 
Au moment du Fascisme en Italie, comme il avait refusé de prendre sa carte du parti, son avancement professionnel fut stoppé. Pendant la Seconde Guerre mondiale, il cacha des Juifs, et d'autres personnes poursuivies par le régime en place. À la fin de la guerre, en 1946, il fut nommé vice-avocat général de l'État Italien.  
Luigi mourut le 9 novembre 1951, d'un infarctus, sa veuve lui survivra 14 ans.

## Maria Corsini
Maria Corsini est née le 24 juin 1884 à Florence. Son père Angelo Corsini était capitaine de grenadiers, sa mère était Giulia Salvi. La famille déménagea souvent, à cause de changements d'affectation du père ; passant par Pistoie, par Arezzo, elle se fixa définitivement à Rome en 1883. Maria était une étudiante appliquée et studieuse, elle avait une formation humaniste importante et était particulièrement douée pour les lettres. Elle termina ses études par l'obtention d'une licence dans une école féminine de commerce.
Mariée le 25 novembre 1905 à Luigi Beltrame Quattrocchi, elle se consacra à l'éducation de ses enfants, aux soins de ses parents âgés, tout en ayant une vie spirituelle intense avec comme pères spirituels le Père Pellegrino Paoli, le Père Matheo Crawley qui souhaitait répandre la dévotion au Sacré-Cœur et le Père Garrigou-Lagrange, spécialiste du mysticisme et de l'ascétisme. Après avoir perdu son mari en 1951, elle vécut encore 14 ans et mourut le 25 août 1965 à Serravalle di Bibbiena dans une maison construite pour elle par son époux. Elle écrivit son dernier livre à l'âge de 71 ans.

## Leur vie commune

### Vie quotidienne
S'étant rencontrés en 1900, ils se fiancèrent en mars 1905, et se marièrent le 25 novembre de la même année à la Basilique Sainte-Marie-Majeure, proche de la maison Corsini via Agostino Depretis, où habitait Maria.

Leur vie était très pieuse, et très équilibrée. Tous les jours, ils assistaient à la messe et y communiaient. Maria expliquait : 

« La journée commençait ainsi: messe et communion ensemble. Sortis de l'église, il me disait bonjour comme si la journée ne commençait que maintenant. On achetait le journal, puis on montait à la maison. Lui à son travail, moi à mes occupations, mais chacun pensant sans cesse à l'autre. Nous nous retrouvions à l'heure des repas. Avec quelle joie j'attendais, puis je l'entendais mettre la clé dans la serrure, chaque fois bénissant le Seigneur de toute mon âme. Nous avions alors des conversations sereines qui se faisaient joyeuses et espiègles, la main dans la main. Nous parlions un peu de tout. Ses remarques étaient toujours perspicaces. Il était toujours bienveillant. »

Ils élevaient tous les deux leurs enfants dans la piété mais aussi la joie et la détente, discutant ensemble très souvent, partageant à la fois des moments de prière et de loisirs. Tous les soirs, tous récitaient le chapelet. Tous les mois, ils faisaient une retraite ensemble à la Basilique Saint-Paul-hors-les-murs en compagnie d'Alfredo Ildefonso Schuster, proclamé bienheureux en 1996.
Mais ils faisaient aussi de longues promenades, et ouvraient l'esprit de leurs enfants par de fréquentes conversations artistiques et culturelles. Leur maison était ouverte à tous, ils étaient toujours prêts à aider et à accueillir quiconque ayant besoin de leur sourire et de leur foi. 
Maria faisait le catéchisme et participait à de nombreux mouvements d'action catholique. Pendant la Guerre, elle s'était engagée volontairement comme infirmière de la Croix-Rouge pour porter secours aux blessés. Plus tard, elle servira pendant la Guerre d'Éthiopie, s'étant spécialisée dans les maladies tropicales.
Luigi, par son attitude, témoignait discrètement de sa foi dans son milieu professionnel. Il accompagnait sa femme dans son action au sein des mouvements catholiques et soutint le mouvement scout quand il se répandit en Italie.

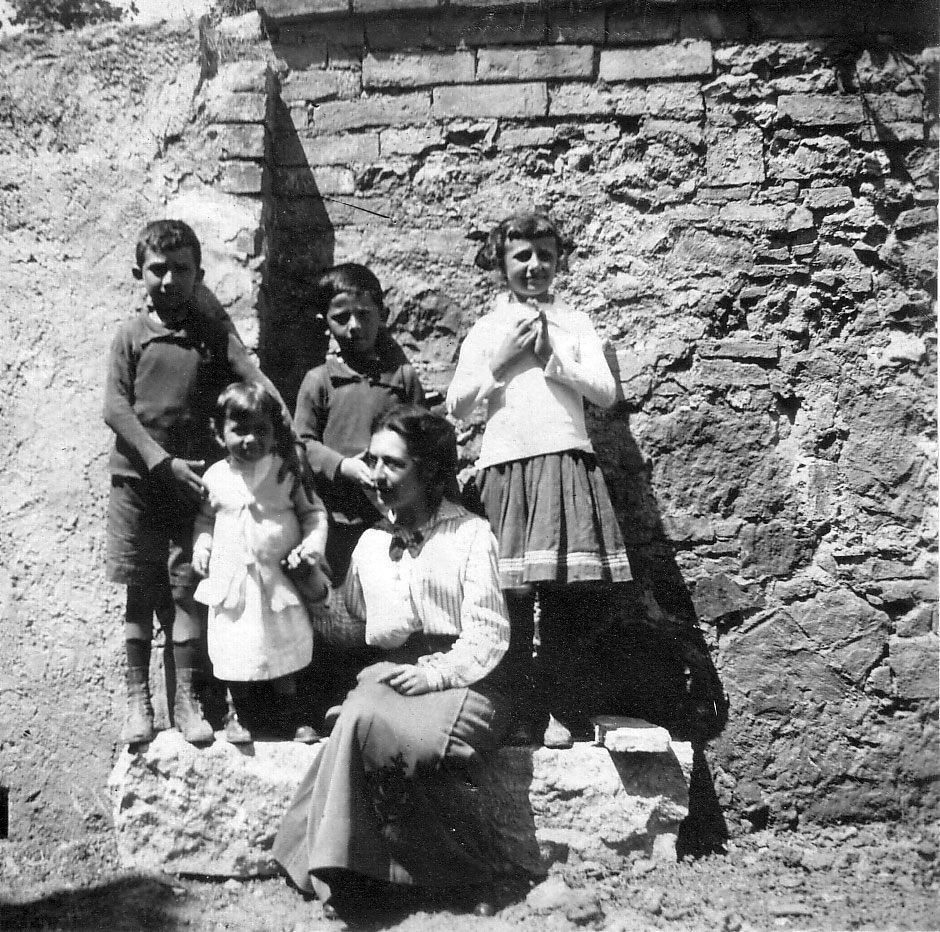
Maria et les enfants vers 1916.

### Enfants
- Leur premier fils, Filippo, est né en 1906. Il deviendra prêtre à Rome sous le nom de Don Tarcisio.
- Leur second enfant, Stefania, est née en 1908. Elle sera moniale bénédictine à Milan sous le nom de sœur Cécile, longtemps supérieure de son couvent, elle mourra en 1993.
- Le troisième enfant, Caesare, est né en 1909, il deviendra moine, d'abord chez les Bénédictins, puis chez les Trappistes, sous le nom de Père Paolino.
- La quatrième enfant du couple, Enrichetta, est née après une grossesse difficile. Luigi et Maria refusèrent l'avortement préconisé par le corps médical qui craignait pour la vie de la mère et de l'enfant. La petite fille naquit en bonne santé en avril 1914 et devint à son tour laïque consacrée. Enrica Beltrame Quattrocchi est reconnue vénérable par le pape François en 2021[1].

## Béatification et vénération
Deux décrets de la congrégation pour les causes des saints ont reconnu individuellement que les époux Quattrocchi ont vécu de façon héroïque les vertus chrétiennes, tandis qu'un miracle a été reconnu par un même décret comme dû à leur commune intercession. Il s'agit de la guérison de Gilberto Grossi, qui est aujourd'hui neurochirurgien. Sa guérison a été reconnue le 21 mai 2001 par la commission des médecins de la Congrégation pour la cause des saints comme étant imprévue, complète, durable et inexplicable scientifiquement. 

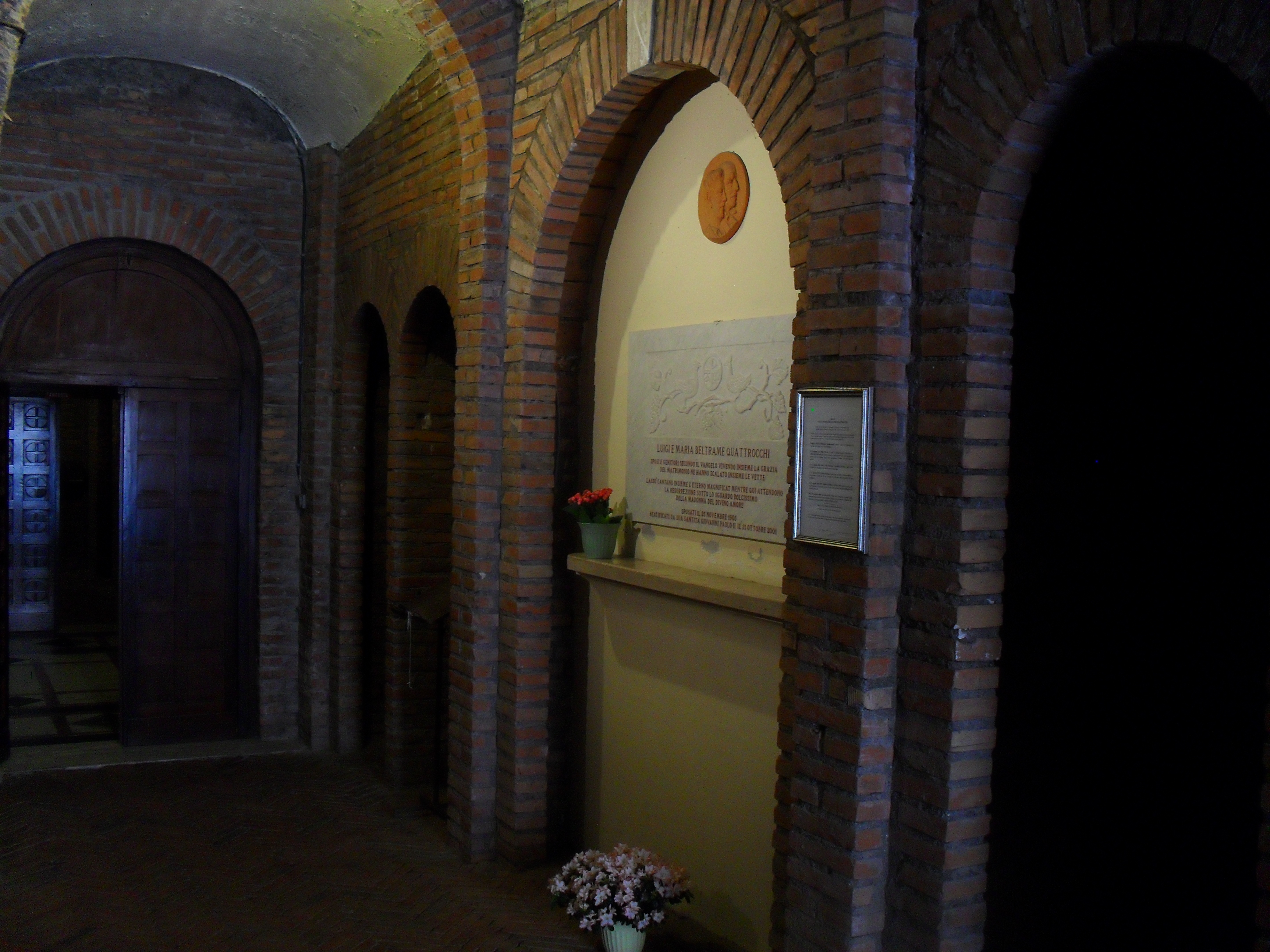
Sépulture au sanctuaire Notre-Dame du Divin Amour à Castel di Leva près de Rome.

- Ils furent tous deux béatifiés le 21 octobre 2001 dans le cadre des célébrations du 20e anniversaire de l'exhortation apostolique Familiaris Consortio (1981), à la suite du synode sur la famille de 1980.

- « Pour la première fois deux époux atteignent ensemble, en tant que couple, la béatification » a précisé le Pape Jean-Paul II.

- Les trois enfants vivants de Luigi et de Maria assistèrent à la cérémonie.

- Leur fête commune a été fixée au 25 novembre, jour de leur mariage. Individuellement, ils sont fêtés le 26 août pour Maria et le 9 novembre pour Luigi.

- Leur lieu de vénération et leur sanctuaire se trouve à Rome en l'église Notre-Dame du Divin Amour où leur corps reposent dans la crypte.

Lors de la cérémonie, le Pape a ajouté : « Chères familles, nous avons aujourd'hui une confirmation singulière du fait que le chemin de sainteté accompli ensemble, comme couple, est possible, beau, extraordinairement fécond, et qu'il est fondamental pour le bien de la famille, de l'Église et de la société. ».

## Citations
- Du Pape Jean-Paul II, lors de l'homélie de béatification : « Ces époux ont vécu, dans la lumière de l'Évangile et avec une grande intensité humaine, l'amour conjugal et le service à la vie. Ils ont assumé de façon pleinement responsable la tâche de collaborer avec Dieu dans la procréation, en se consacrant généreusement à leurs enfants pour les éduquer, les guider, les orienter à la découverte de son dessein d'amour. De ce terrain spirituel si fertile sont nées des vocations au sacerdoce et à la vie consacrée, qui démontrent combien le mariage et la virginité, à partir de leur enracinement commun dans l'amour sponsal du Seigneur, sont intimement liés et s'illuminent réciproquement. »[3]

- De Maria Beltrame Quattrocchi après la mort de son mari : « Nous avions tout en commun, dans un échange constant de valeurs effectives et affectives, avec une unique vie, faite des mêmes aspirations et des mêmes buts, dans un respect réciproque et un immense amour. Chaque moment de conversation, d'échange, d'attention mutuelle, de proximité, avait une saveur de nouveauté. Au cours de ce presque demi-siècle de vie commune, je l'affirme devant Dieu, nous n'avons jamais connu un moment d'ennui, de satiété, de fatigue ».

## Sources
- Osservatore Romano : 2001 n.43 p. 1-4  -  n.44 p. 5
- Documentation Catholique
- Prions en Église - Éditions Bayard - No 251 novembre 2007 - article de Xavier Lecœur - Pages 20-21